# Split-brain (informatique)
Ne pas confondre avec la callosotomie en médecine.
 (mars 2020).
Si vous disposez d'ouvrages ou d'articles de référence ou si vous connaissez des sites web de qualité traitant du thème abordé ici, merci de compléter l'article en donnant les références utiles à sa vérifiabilité et en les liant à la section « Notes et références ».

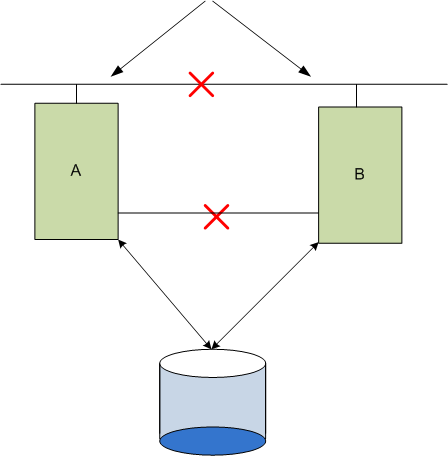
Split-brain d'un cluster.

Un split-brain se produit lorsque deux parties d'un cluster d'ordinateurs sont déconnectées, chaque partie croyant que l'autre ne fonctionne plus. Le terme est une analogie médicale du syndrome split-brain (littéralement « cerveau scindé »).
Les clusters à haute disponibilité utilisent le réseau afin de surveiller l'état des nœuds le composant. Une des fonctionnalités les plus critiques qu'un logiciel de clustering doit pouvoir gérer est le split-brain. En effet, si le lien réseau entre les nœuds vient à tomber, mais que ces nœuds sont toujours en fonctionnement, ceux-ci vont croire que les autres nœuds ne fonctionnent plus et vont essayer de démarrer des services qui en réalité tournent toujours. Ceci peut occasionner des duplications de services, voire de la corruption de données dans certains cas. Les données peuvent ainsi se trouver dans un état incohérent.
Pour prévenir ce phénomène, les machines doivent utiliser des liens redondants, être équipées d'un mode gérant le split-brain et pouvoir se mettre en état d'auto-fencing - c'est-à-dire de pouvoir s'isoler par elle-même de la grappe - lorsque des nœuds semblent hors ligne.